# Barrage de Hacıhıdır
Le barrage de Hacıhıdır (Hacıhıdır Barajı ou Hacıhıdırlar Barajı) est un barrage en Turquie dans le district de Hilvan de la province de Şanlıurfa. La rivière de Hacıhıdır (Hacıhıdır Çayı ou Şehir Çayı) se jette dans le lac du barrage Atatürk à une quinzaine de kilomètres en aval du barrage de Hacıhıdır.

## Sources
- (en) www.dsi.gov.tr/tricold/hacihidi.htm Site de l'agence gouvernementale turque des travaux hydrauliques